# Google日曆
Google日曆（Google Calendar），原始代碼名稱“CL2”，是一款由Google提供的免費聯絡人管理、時間管理的網頁應用程式。Google日曆允許使用者使用網路日曆同步他們的Gmail聯絡人。Google 日曆於2006年4月13日開放使用，於2009年7月結束beta測試。 使用者無需擁有Gmail帳戶，只要有免費的Google帳戶就可使用此軟體。

## 特性
- Ajax界面
- 数据在线存储
- 用户可创建多个日历
- 多种视图：日视图，周视图，月视图，任务列表视图，自定义视图
- 共享日历给他人
- 邮件／短信提醒
- 可以和微软的Outlook或Mozilla的Sunbird / Lightning等第三方日历软件进行数据同步.
- 自2014年8月1日起，无法再使用Google官方Outlook同步插件google calendar sync进行日历同步，用户需要自行使用第三方软件，如支持Google CalDav API的第三方插件